# Chiesa di Santa Maria Assunta (Buttrio)
La chiesa di Santa Maria Assunta è la parrocchiale di Buttrio, in provincia ed arcidiocesi di Udine; fa parte della forania del Friuli Orientale.

## Storia
Probabilmente l'originaria pieve di Buttrio sorse nell'VIII secolo; la sua giurisdizione s'estendeva su un territorio molto vasto, che andava dalla valle dell'Isonzo sino a Pavia di Udine.
Nel 1135 la chiesa perse il titolo di pieve e fu sottoposta dal patriarca Pellegrino di Povo di Beseno di Manzano all'abbazia di Rosazzo.
La prima pietra della nuova parrocchiale venne posta nel 1724; l'edificio, disegnato da Luca Andrioli, fu portato a termine undici anni dopo, per poi essere consacrato il 9 maggio 1736 dal patriarca Daniele Delfino.
Nel 1773, alla soppressione della suddetta abbazia, la chiesa ebbe nuovamente il titolo di pieve; nella prima metà del Novecento vennero eseguite le decorazioni dell'interno e negli anni ottanta, in ossequio alle norme postconciliari, si provvide a realizzare l'altare rivolto verso l'assemblea e l'ambone.
La struttura subì dei danni durante il terremoto del Friuli del 1976 e fu pertanto ristrutturata e consolidata nel 1997; un nuovo restauro venne condotto tra il 2002 e il 2004.

## Descrizione

### Esterno
La facciata a capanna della chiesa, rivolta a sudovest, è tripartita da quattro paraste tuscaniche, poggianti su alti basamenti e sorreggenti il frontone, presenta al centro il portale d'ingresso, sormontato dal timpano semicircolare spezzato, e sopra una finestra rettangolare.
Annesso alla parrocchiale è il campanile a base quadrata, la cui cella presenta una bifora ed è coronata dalla guglia piramidale poggiante sul tamburo. Una delle peculiarità più affascinanti del campanile è l’orologio capovolto. In questo orologio, il numero 6 è in alto e il 12 è in basso, una stranezza unica in Italia. L’autore di tale peculiarità è Giovanni Battista Bassi, Queste caratteristiche rendono il campanile della Chiesa Parrocchiale di Buttrio un luogo di interesse storico e architettonico.

### Interno
L'interno dell'edificio si compone di un'unica navata, sulla quale si aprono quattro cappelle laterali, introdotte da archi a tutto sesto, e le cui pareti sono scandite da lesene, sorreggenti la trabeazione modanata sopra cui s'imposta la volta; al termine dell'aula si sviluppa il presbiterio, rialzato di alcuni gradini e chiuso dall'abside di forma quadrata.
Qui sono conservate diverse opere di pregio, tra le quali i tre dipinti ritraenti i Quattro Evangelisti, il Battesimo di Cristo e le donne che portano i bambini al Salvatore, eseguiti da Domenico Failutti, lo stucco raffigurante degli Angeli ai piedi del Crocifisso, realizzato da Luigi De Paoli, l'altare maggiore, costruito da Luca Paleari e Giovanni Matiussi ed impreziosito dalle statue della Vergine Assunta e dei Santi Pietro e Paolo, i lignei stalli del coro, intagliati nel XVIII secolo dal cividalese Matteo Deganutti, la statua della Madonna con Bambino, realizzata da Antonio Tironi, e la pala raffigurante i Santi Antonio, Giuseppe e Giovanni Battista, dipinta dall'udinese Antonio Fifino.